# علی‌آباد تل بزان
علی آباد. [ ع َ ] (اِخ ) دهی است از دهستان تل بزان بخش مسجدسلیمان شهرستان اهواز واقع در 11 هزارگزی جنوب خاوری مسجدسلیمان . ناحیه ای است کوهستانی و گرمسیر و مالاریایی . دارای 100 تن سکنه . آب آن به وسیلهٔ ٔ لوله از رودخانه ٔ کارون تأمین می‌شود. محصول آن غلات است . اهالی آن کارگرشرکت نفت هستند و برخی به گله داری و زراعت میپردازند. راه آن اتومبیل رو است . ساکنان این ده از طایفه ٔشهنی و از شاخه هفت لنگ بختیاری هستند. و قنبرآباد نیز جزء این آبادی منظور گردیده است .